# Thrypticus cupulifera
Thrypticus cupulifera är en tvåvingeart som beskrevs av Aldrich 1896. Thrypticus cupulifera ingår i släktet Thrypticus och familjen styltflugor. Inga underarter finns listade i Catalogue of Life.